# Начальные молитвы
Нача́льные моли́твы (обы́чное нача́ло) — общепринятый порядок православных молитв, которыми начинаются богослужения и келейное (домашнее) молитвенное правило. У старообрядцев часть этих и других кратких молитв получила название «Семипоклонный начал».
В состав начальных молитв входят:
1. Благословение священника: «Благослове́н Бог наш всегда́, ны́не и при́сно, и во ве́ки веко́в!»[1].
2. Чтец (псаломщик): «Ами́нь!»
В отсутствие священника, чтец-мирянин с крестным знамением произносит: «Во и́мя Отца́, и Сы́на, и Свята́го Ду́ха. Ами́нь», затем Иисусову молитву: «Моли́твами Святы́х оте́ц на́ших, Го́споди Иису́се Христе́ Бо́же наш, поми́луй нас. Аминь».
При одиночной утренней молитве мирянин вместо Иисусовой молитвы с поклоном произносит молитву мытаря: «Бо́же, ми́лостив бу́ди мне гре́шному!» (Лк. 18:13), а затем: «Го́споди Иису́се Христе́, Сы́не Бо́жий, моли́тв ра́ди пречи́стыя твоея́ ма́тере, и всех святы́х, поми́луй нас. Аминь».
3. «Сла́ва Тебе́, Бо́же наш, сла́ва Тебе́!» (хвалебная песнь Господу Богу)[2],
4. «Царю́ Небе́сный,..» (молитва Святому Духу),
5. «Святы́й Бо́же, Святы́й Крепкий, Святы́й Безсме́ртный, помилуй нас!» (Трисвятое — 3 раза),
6. «Сла́ва Отцу́ и Сы́ну и Свято́му Ду́ху, и ны́не и при́сно и во ве́ки веко́в. Ами́нь!» (Краткое славословие Пресвятой Троицы),
7. «Пресвята́я Тро́ице, поми́луй нас; Го́споди, очи́сти грехи́ на́ша;..» (молитва ко Пресвятой Троице),
8. «Го́споди, поми́луй!» — 3 раза,
9. «Сла́ва Отцу́ и Сы́ну и Свято́му Ду́ху, и ны́не и при́сно и во ве́ки веко́в. Ами́нь!».
10. «О́тче на́ш, И́же еси́ на небесе́х! Да святи́тся и́мя Твое́» (Молитва Господня),
11. Возглас священника: «Я́ко Твое́ есть Ца́рство и Си́ла и Сла́ва, Отца́ и Сы́на и Свята́го Ду́ха, ны́не и при́сно и во ве́ки веко́в!»,
12. Чтец (псаломщик): «Ами́нь!»[3],
13. «Го́споди, поми́луй!» — 12 раз,
14. «Сла́ва Отцу́ и Сы́ну и Свято́му Ду́ху, и ны́не и при́сно и во ве́ки веко́в. Ами́нь!»,
15. «Прииди́те, поклони́мся Царе́ви на́шему Бо́гу!» (поклон),
16. «Прииди́те, поклони́мся и припа́дем Христу́, Царе́ви на́шему Бо́гу!» (поклон),
17. «Прииди́те, поклони́мся и припаде́м Самому́ Христу́, Царе́ви и Бо́гу на́шему!» (поклон).

От Пасхи до Вознесения начальные молитвы начинаются с трёхкратного чтения или пения тропаря Пасхи: «Христос воскресе из мертвых…» вместо молитвы ко Пресвятой Троице: «Пресвятая Троице…», предыдущие молитвословия опускаются.
От Вознесения до Троицы начальные молитвы начинаются с Трисвятого и далее.
Начальные молитвы часто используются не только в начале богослужения, но и внутри богослужения и в конце его, и даже сами могут являться отдельным богослужением. Отдельные части богослужений начинаются преимущественно не полным (обычным) началом, а только присоединяемым к нему окончанием:
1. «Прииди́те, поклони́мся Царе́ви на́шему Бо́гу!» (поклон)
2. «Прииди́те, поклони́мся и припа́дем Христу́, Царе́ви на́шему Бо́гу!» (поклон)
3. «Прииди́те, поклони́мся и припаде́м Самому́ Христу́, Царе́ви и Бо́гу на́шему!» (поклон)

## Пасхальное начало
В период Светлой седмицы (с Пасхи до Фоминой недели) начальные молитвы не используются. Вместо них совершается Пасхальное начало, которое бывает кратким и полным. Краткое пасхальное начало состоит из троекратного пения или чтения тропаря Пасхи:
Христо́с воскре́се из ме́ртвых, сме́ртию смерть попра́в, и су́щим во гробе́х живо́т дарова́в!
Троекратным этим тропарём начинаются и заканчиваются все богослужения и отдельные молитвы вплоть до отдания Пасхи.
Полное пасхальное начало может совершаться только на Светлой седмице с участием архиерея или священника, которые в облачении с кадилом и трёхсвечником после возгласа с другими клириками троекратно поют тропарь Пасхи.
- Затем также троекратно этот тропарь повторяет хор.
- Затем духовенство поёт первый стих: «Да воскре́снет Бог, и расточа́тся врази́ Его́!»
- Хор единожды поёт тропарь Пасхи
- Духовенство поёт второй стих: «Я́ко исчеза́ет дым, да исче́знут!»
- Хор единожды поёт тропарь Пасхи
- Духовенство поёт третий стих: «Та́ко да поги́бнут гре́шницы от лица́ Бо́жия, а пра́ведницы да возвеселя́тся!»
- Хор единожды поёт тропарь Пасхи
- Духовенство поёт четвёртый стих: «Сей день, его́же сотвори́ Госпо́дь, возра́дуемся и возвесели́мся в онь!»
- Хор единожды поёт тропарь Пасхи
- Духовенство поёт запев: «Сла́ва Отцу́ и Сы́ну и Свято́му Ду́ху!»
- Хор единожды поёт тропарь Пасхи
- Духовенство поёт запев: «И ны́не и при́сно и во ве́ки веко́в. Ами́нь!»
- Хор единожды поёт тропарь Пасхи
- Духовенство поёт: «Христо́с воскре́се из ме́ртвых, сме́ртию смерть попра́в!»
- Хор допевает: «И су́щим во гробе́х живо́т дарова́в!»
- Кадило и трёхсвечник отдаётся пономарям.